# Weld (album)
Pour les articles homonymes, voir Weld.
Albums de Neil Young
Ragged Glory
(1990) Arc
(1991)
Weld est un album rock enregistré en public de Neil Young et Crazy Horse lors de la tournée de promotion nord-américaine de l'album Ragged Glory en 1991. Il est sorti le 22 octobre 1991 sur le label Reprise et a été produit par Neil Young, David Briggs et Billy Talbot.

## Historique
Lorsque Neil Young et Crazy Horse partent en tournée le 22 janvier 1991, la guerre du Golfe est dans sa phase la plus violente et meurtrière appelé l'Opération Tempête du désert. Avant de monter sur scène, les musiciens regardent les nouvelles sur la guerre du golfe sur la chaine américaine CNN et lorsqu'ils attaquent le concert, l'énergie est au rendez-vous et ils délivrent un show  électrique tirés des morceaux les plus sombres de leur dernier album Ragged Glory, combinés à des titres dénonçant la mort et les génocides tels que Powderfinger ou Cortez the Killer. 
Contrairement à l'album live Live Rust, avec lequel il partage six titres, aucun passage acoustique ne figure sur cet album. Neil Young et Crazy Horse reprennent la chanson Blowin' in the Wind de Bob Dylan avec une introduction ponctuée par des bruits d'explosions, de fusillade et le hurlement d'une sirène annonçant un raid aérien. Si les concerts furent joués avec un niveau sonore élevé, Neil Young dégrada son audition pendant le mixage de l'album et sera victime d' acouphènes pendant un bon moment.
Vingt cinq mille copies de cet album sortiront, accompagnées d'un troisième compact disc, Arc, un collages de samples, de guitares saturées et d'effets larsen tirés de plusieurs titres de Weld.
Si cet album ne se classa qu'à la 154e place du Billboard 200 aux États-Unis, il eut plus de succès en Europe et principalement dans les charts britanniques où il atteindra la 20e place et sera certifié disque d'argent (plus de 60 000 exemplaires vendus).

## Liste des titres
Sauf mention contraire tous les titres sont de Neil Young.

### CD 1
1. Hey Hey, My My (Into the Black) - 5:42
2. Crime in the City - 6:32
3. Blowin' in the Wind (Bob Dylan) - 6:49
4. Welfare Mothers - 7:04
5. Love to Burn - 10:01
6. Cinnamon Girl - 4:45
7. Mansion on the Hill - 6:14
8. Fuckin' Up - 7:09 [2]

### CD 2
1. Cortez the Killer - 9:46
2. Powderfinger - 5:58
3. Love and Only Love - 9:17
4. Rockin' in the Free World - 9:22
5. Like a Hurricane - 14:00
6. Farmer John (Don "Sugarcane" Harris, Dewey Terry) - 5:00
7. Tonight's the Night - 8:45
8. Roll Another Number (For the Road) - 5:19

## Musiciens
- Neil Young – guitare, chant
- Frank "Poncho" Sampedro – guitare, synthétiseur Stringman Univox, chœurs
- Billy Talbot – basse, chœurs
- Ralph Molina – batterie, chœurs

## Charts et certification

### Album
Charts
| Pays                          | Durée du classement | Meilleur classement | Date             |
| ----------------------------- | ------------------- | ------------------- | ---------------- |
| Canada (RPM)                  | 7 semaines          | 58e                 | 30 novembre 1991 |
| États-Unis (Billboard 200)    | 4 semaines          | 154e                | 9 novembre 1991  |
| Norvège (VG-lista)            | 4 semaines          | 12e                 | 11 novembre 1991 |
| Pays-Bas (MegaCharts)         | 6 semaines          | 46e                 | 23 novembre 1991 |
| Royaume-Uni (UK Albums Chart) | 3 semaines          | 20e                 | 27 octobre 1991  |
| Suède (Sverigetopplistan)     | 2 semaines          | 33e                 | 6 novembre 1991  |

Certification
| Pays        | Certification | Ventes   | Date              |
| ----------- | ------------- | -------- | ----------------- |
| Royaume-Uni | Argent        | 60 000 + | 1er novembre 2002 |